# PEHA
PEHA (ook weleens gespeld als P3HA) is een Slowaakse poprock-formatie, opgericht in 1997 in de stad Prešov. De band heeft ondertussen verschillende Aurels en Sláviks gekregen voor de muziek. Alle teksten die ze zingen zijn in het Slowaaks.

## Bandleden
- Katarína Knechtová - zang
- Karol Sivák - gitaar
- Marek Balenský - basgitaar
- Juraj Ondko - keyboard
- Martin Migaš - drums

## Discografie
- Niečo sa chystá (1999)
- Krajinou (2001)
- Experiment (2003)
- Deň medzi nedeľou a pondelkom (2005)
- Best of (2006)